# Scleromiosite
La scleromiosite è una malattia autoimmune (una malattia in cui il sistema immunitario attacca il corpo). Le persone con scleromiosite hanno sintomi sia di sclerodermia sistemica sia di polimiosite o dermatomiosite, ed è quindi considerata una sindrome da sovrapposizione. Sebbene sia una malattia rara, è una delle sindromi da sovrapposizione più comuni osservate nei pazienti con sclerodermia, insieme alla MCTD e alla sindrome antisintetasi. Gli autoanticorpi che si trovano spesso in questi pazienti sono gli anticorpi anti-PM/Scl (anti- esosoma).
I sintomi che si manifestano più spesso sono sintomi tipici delle singole malattie autoimmuni e comprendono il fenomeno di Raynaud, l'artrite, la miosite e la sclerodermia. Il trattamento di questi pazienti è quindi fortemente dipendente dai sintomi esatti con cui un paziente si presenta ed è simile al trattamento per la singola malattia autoimmune, che spesso coinvolge farmaci immunosoppressori o immunomodulanti.

## Sintomi
I sintomi variano ma coinvolgono principalmente disturbi della pelle. I segni da cercare includono il fenomeno di Raynaud, l'artrite, la miosite e la sclerodermia. I sintomi visivi includono scolorimento della pelle e gonfiore doloroso.

## Cause
Non esiste una causa distinta per la scleromiosite. La sclerodermia può svilupparsi in ogni fascia d'età dai neonati agli anziani, ma la sua insorgenza è più frequente tra i 25 ei 55 anni. Nella maggior parte dei casi si osserva che la malattia comporta una sovrapproduzione di collagene.

## Diagnosi
La diagnosi si basa su test cutanei. In genere, dopo una consultazione con un reumatologo, viene diagnosticata la malattia. Anche un dermatologo è uno specialista in grado di diagnosticare la malattia. Alla diagnosi seguoni studi ematici e numerosi altri test specializzati a seconda di quali organi sono interessati.

### Sindrome da sovrapposizione sclerodermica
Le persone con sindrome da sovrapposizione sclerodermica hanno sintomi di sclerodermia sistemica e/o polimiosite e dermatomiosite :
- Sclerodermia: un gruppo di malattie rare che coinvolgono l'indurimento e il rafforzamento della pelle e dei tessuti connettivi.
- Polimiosite: una rara malattia infiammatoria che causa debolezza muscolare che colpisce entrambi i lati del corpo.
- Dermatomiosite: una malattia infiammatoria della pelle e dei muscoli caratterizzata soprattutto da debolezza muscolare ed eruzione cutanea.

La sclerodermia è una malattia del tessuto connettivo che causa fibrosi e anomalie vascolari, ma che ha anche una componente autoimmune e può includere complicanze del tessuto connettivo. I test diagnostici includono lo screening per l'anticorpo antinucleare positivo.

## Trattamento
Attualmente non esiste una cura. L'unico modo per curare questa malattia è trattare i sintomi. Comunemente alle persone vengono prescritti farmaci immunosoppressori. Un'altra via sarebbe quella di assumere farmaci per la regolazione del collagene.

## Ricerca recente
A partire dal 2006 non è chiaro quali anticorpi tratteranno meglio le malattie del tessuto connettivo.
Uno studio del 2014 ha mostrato alcune potenzialità del farmaco sintetico Rituximab (indicato dagli autori come "vitamina R") nel trattamento di questa classe di sindromi da sovrapposizione.